# 12716 Делфт
12716 Делфт (12716 Delft) — астероїд головного поясу, відкритий 8 квітня 1991 року.
Тіссеранів параметр щодо Юпітера — 3,215.